# 웨강아오다완취

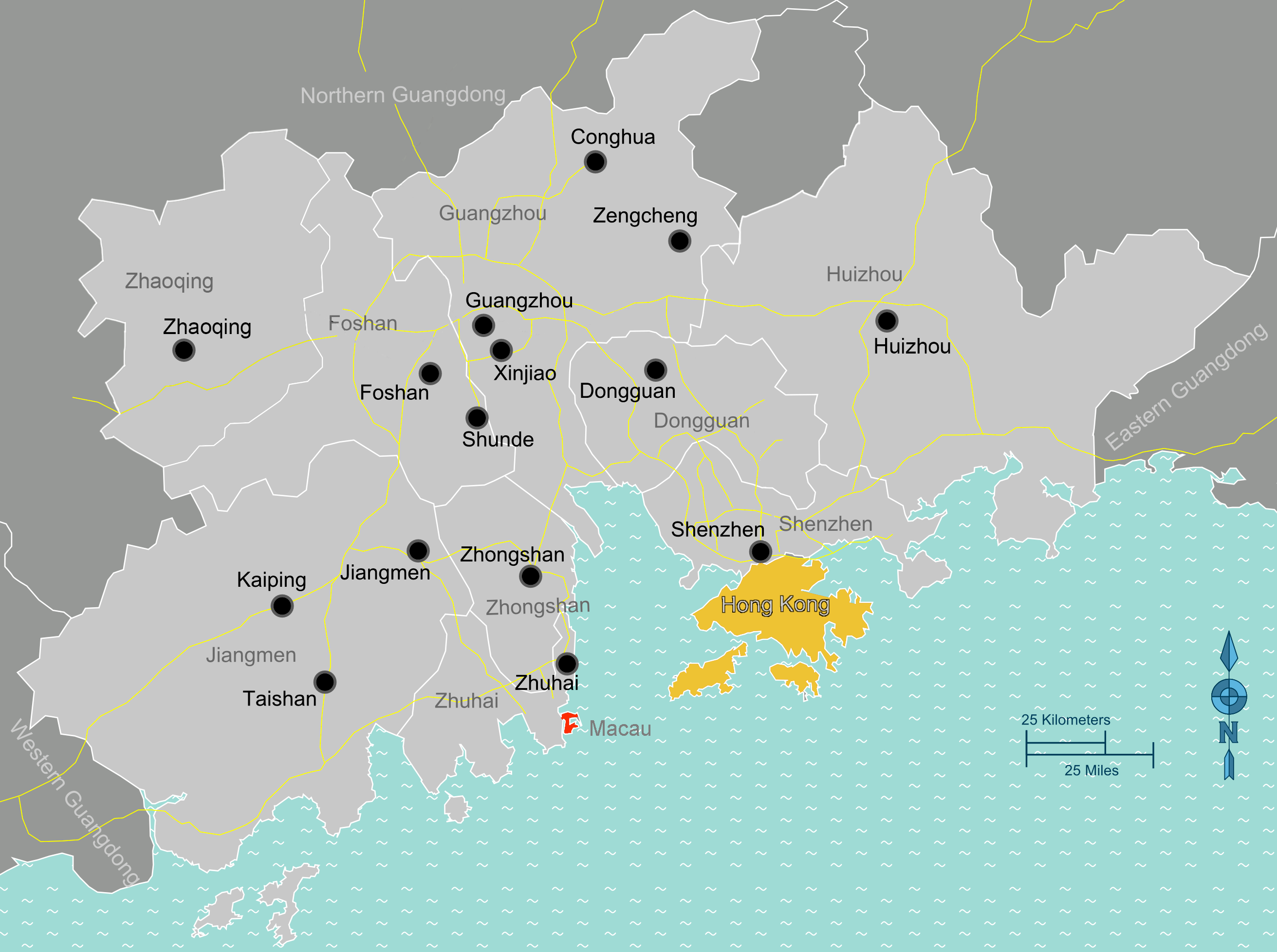
상세 지도

웨강아오다완취(간체: 粤港澳大湾区, 정체: 粵港澳大灣區) 또는 광둥-홍콩-마카오 그레이터 베이 지역(Guangdong–Hong Kong–Macao Greater Bay Area, GBA)은 중국 남부의 9개 도시와 2개의 특별행정구로 구성된 메갈로폴리스이다. 중국 정부 기획자들은 2035년까지 전 세계적으로 선도적인 역할을 하는 것을 목표로 하는 통합 경제 지역으로 구상하고 있다.
세계에서 가장 크고 인구가 많은 도시 지역이다. 총 인구가 약 8,600만 명에 달하는 GBA에는 광저우, 선전, 주하이, 포산, 둥관, 중산, 장먼, 후이저우, 자오칭 등 광둥성의 9개 거대 도시와 홍콩, 그리고 마카오를 포함한다. 홍콩, 광저우, 선전은 세계 50대 "슈퍼스타 도시"에 포함되었다. 주강 삼각주를 둘러싸고 총 면적이 56,000km2(크로아티아와 면적이 비슷함)에 달하는 이곳은 중국 남부에서 가장 크고 가장 부유한 경제 지역이다.

## 같이 보기
- 주강 삼각주
- 주강 (강)
- 장강 삼각주
- 환보하이 경제권
- 화난